# Григориос Пападопулос
Григориос Пападопулос (на гръцки: Γρηγόριος Παπαδόπουλος) е гръцки учен и писател от XIX век.

## Биография
Той е роден в 1818 или 1819 година в Солун. Първоначално учи в Египет при лазаристите и продължава обучението си на Сирос и Париж. Там е назначен за секретар на владетеля на Влашко Александър Гика. По-късно е назначен за учител в колежа „Свети Сава“ в Букурещ, като в същото време се заема с личното образование на племенницата на владетеля Елена Гика. В 1844 година е назначен за гимназиален учител в Атина и след две години за професор по история на визуалните изкуства и интерпретация на картини в Училището по изкуствата, както и за професор по художествена митология и история на визуалните изкуства в Атинската политехника, където остава до 1863 година. В 1849 година основава частно училище.
През 70-те години е основател на Асоциацията за разпространението на гръцките писмена и участва в дейността ѝ заедно с други македонци като Георгиос Константинидис, Петрос Занос, Анастасиос Пихеон, Маргаритис Димицас и други.
Негова ученичка е Калиопи Кехая (1839 – 1905), пионер в образованието и феминистка от XIX век.
Умира на 21 декември 1873 година в Солун.